# Limatula nivea
Limatula nivea is een tweekleppigensoort uit de familie van de Limidae. De wetenschappelijke naam van de soort is voor het eerst geldig gepubliceerd in 1814 door Brocchi.